# Kongregacjonalizm
Kongregacjonalizm (z łac. congregatio, wspólnota) – forma organizacji Kościołów protestanckich, której podstawą jest niezależność i autonomia poszczególnych wspólnot. Kongregacjonalizm jest jednym z ważnych kierunków w protestantyzmie, przede wszystkim w Stanach Zjednoczonych i Wielkiej Brytanii.

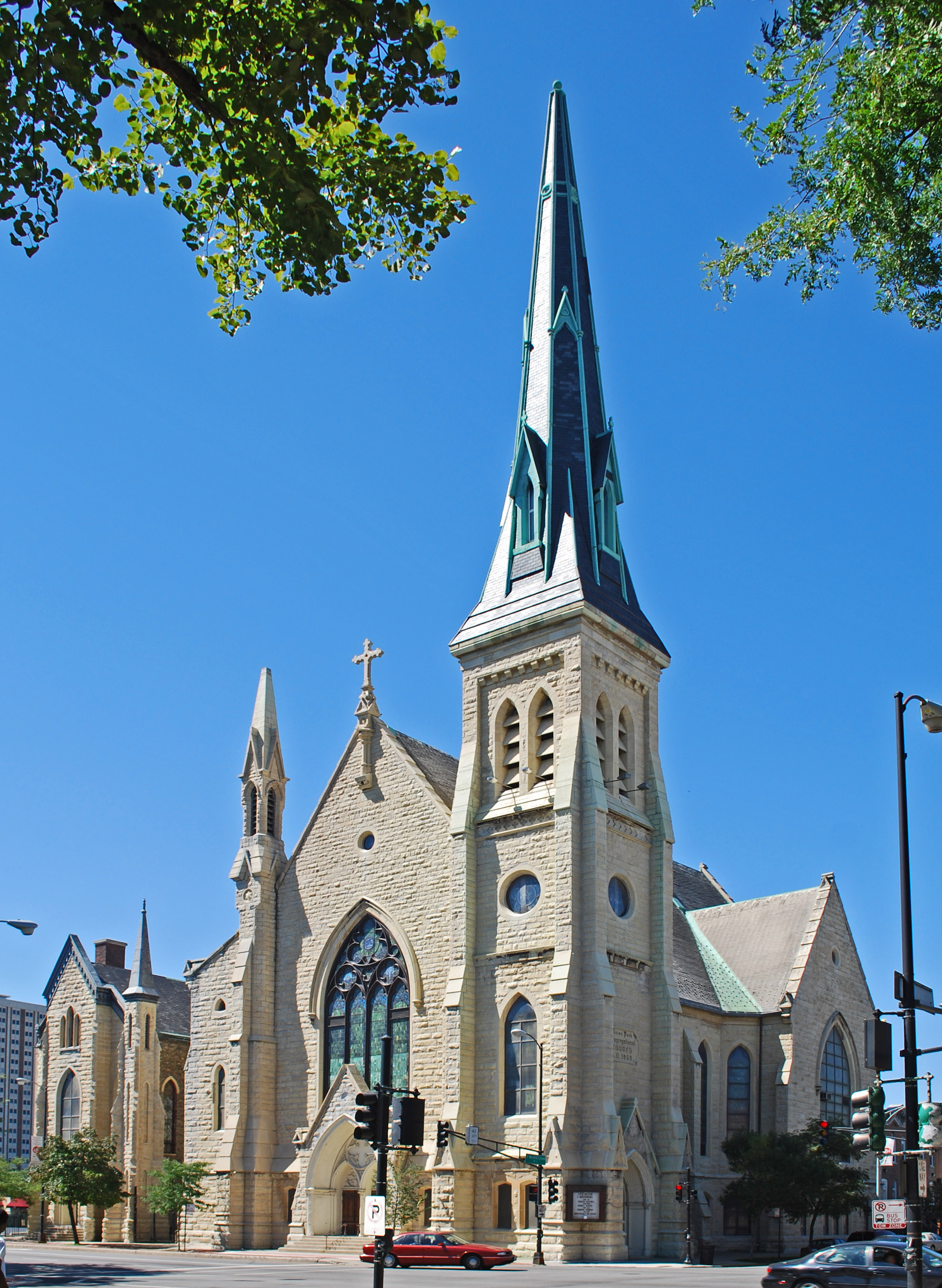
Kongregacjonalistyczny kościół w Chicago

## Historia
Teoretyczne podstawy kongregacjonalizmu stworzył teolog Robert Browne w 1592 (teoria unii), a przyjęli je dysydenci (początkowo głównie purytanie) w Wielkiej Brytanii w następnych stuleciach; byli oni często określani jako „niezależni” (Independents). 
Kongregacjonalizm często powołuje się na Biblię wskazując, że pierwotne wspólnoty chrześcijańskie nie miały rozbudowanej struktury zarządzania i centralnej władzy. Innym źródłem tradycji są lollardzi, waldensi i anabaptyści. Kongregacjonaliści angielscy odcinali się od hierarchicznego anglikanizmu i państwowego prezbiterianizmu w Szkocji (Kościół Szkocji). 
Wśród pierwszych 102 purytańskich osadników, tzw. Pielgrzymów na statku Mayflower, aż 35 było kongregacjonalistami, szukającymi schronienia  w Ameryce. Przywódca amerykańskich purytanów John Cotton w latach 30. XVII wieku przekonał Johna Owena, teologa kalwińskiego, do zerwania z prezbiterianizmem. Pierwsze uczelnie w Stanach Zjednoczonych, m.in. Uniwersytet Harvarda i Uniwersytet Yale, założyli kongregacjonaliści. Stopniowo kongregacjonaliści zbliżyli się do doktryny unitariańskiej, którą wielu przyjęło.
W 1931 powstała Unia Kościołów Kongregacjonalistycznych, która podkreśla niezależność poszczególnych wspólnot. 
Obecnie terytorium o największym odsetku kongregacjonalistów jest Walia w Wielkiej Brytanii. Większość z nich należy do Undeb yr Annibynwyr Cymraeg (Unii Walijskich Dysydentów). Największa liczba kongregacjonalistów żyje w Stanach Zjednoczonych, gdzie są to głównie wyznawcy Zjednoczonego Kościoła Chrystusa.

## Znani kongregacjonaliści
- Calvin Coolidge – 30. prezydent Stanów Zjednoczonych
- Oliver Cromwell – polityk i dyktator angielski
- Walt Disney – twórca filmów animowanych
- Hubert Humphrey – wiceprezydent Stanów Zjednoczonych (1965–1969)
- David Livingstone – odkrywca
- John Owen – teolog
- John Milton – poeta
- James Pierpont – założyciel Uniwersytetu Yale
- Harriet Beecher Stowe – pisarka i abolicjonistka
- Charles Taze Russell – badacz biblijny, kaznodzieja, inicjator ruchów badackich i uważany za ojca odłamu „Świadków Jehowy”.